# Farol de Santa Luzia
O Farol de Santa Luzia é um farol guarnecido brasileiro localizado no bairro Praia da Costa, município de Vila Velha, Espírito Santo, Brasil. Sua estrutura é composta por uma torre em ferro octogonal branca com quatorze metros de altura e uma lanterna com alcance de até sessenta e dois quilômetros.

## História
Situado na entrada da baía de Vitória e à beira da baía do Espírito Santo, o farol de Santa Luzia foi projetado pelo engenheiro Zózimo Barroso e suas peças pré-moldadas em ferro-fundido foram construídas em Glasgow, Escócia, em 1870 pela companhia P. & W. MacLellan Ltd. a pedido do então ministro de guerra do Império do Brasil, João Maurício Wanderley, o Barão de Cotegipe.
O local designado para sua edificação foi escolhido ao sopé do Morro do Moreno, na região mais oriental de Vila Velha, denominada ponta de Santa Luzia. Sua escolha visava orientar as embarcações que transitavam para o interior da Baía de Vitória, em especial, o seu porto. As peças do farol desembarcaram na praia de Santa Luzia, lateral ao farol, e sua montagem e inauguração deu-se no ano de 1871, sob o império de Dom Pedro II.
Inicialmente o farol foi abastecido por querosene e sua lâmpada, dotada de uma lente Fresnel de quarta ordem, era capaz de produzir uma luz branca que podia ser vista a até quinze milhas marítimas.
Em 1913 o terreno que abriga o farol, até então propriedade particular de Dr. Hermano Santana e sua esposa, foi doado à União. Fazem parte de suas dependências uma pequena vila residencial militar com três casas, incluindo a residência do faroleiro. Posteriormente, em 1985, a área foi repassada à Marinha do Brasil, que administra o terreno desde então.
No ano de 1938, o farol passou por eletrificação, substituindo seu bico incandescente por uma lâmpada elétrica. Atualmente é iluminado por uma lâmpada de trezentos Watts com quatro focos, que servem de orientação para a navegação aos portos de Vitória, Vila Velha e Tubarão.

## Características

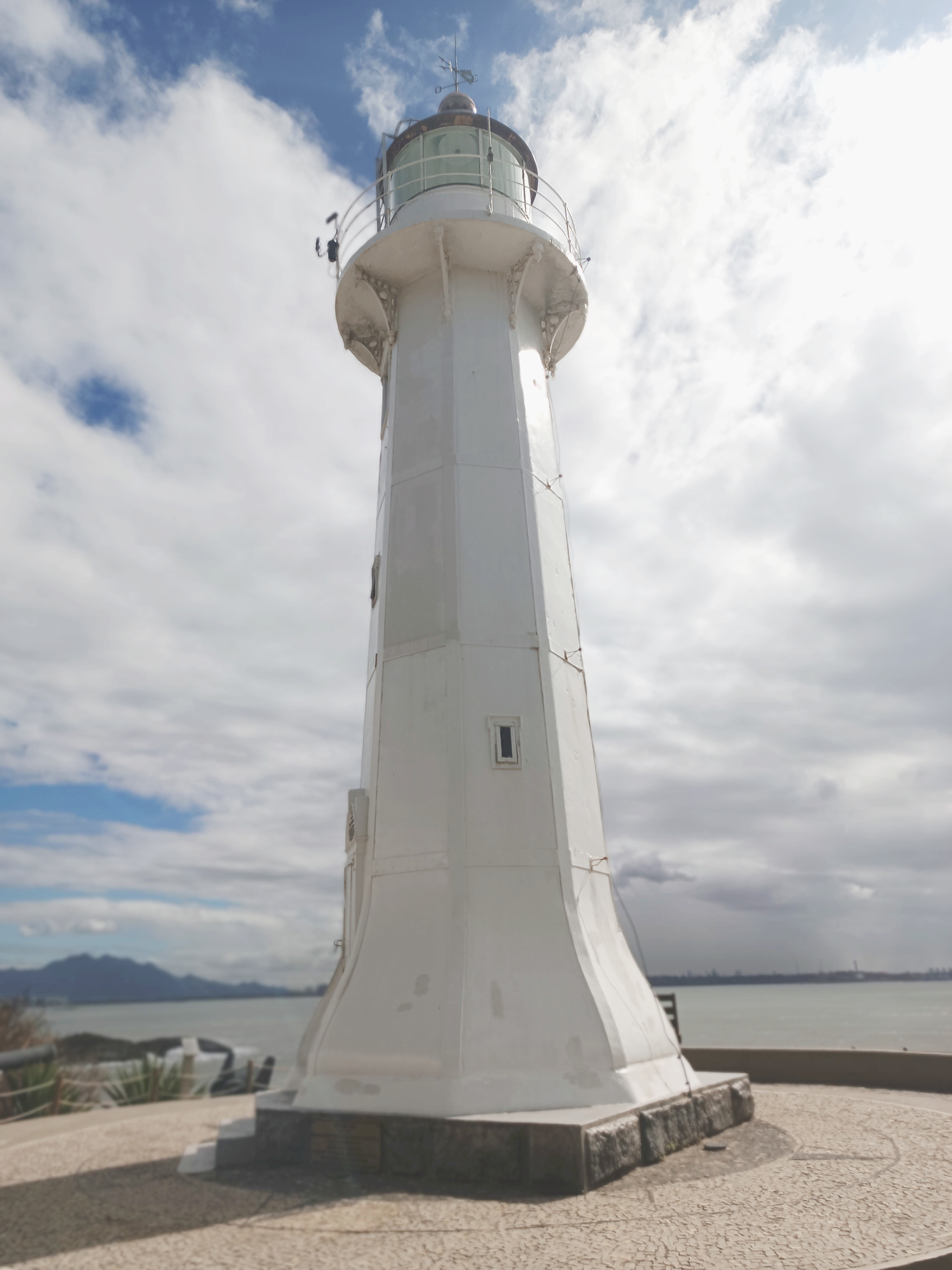
Vista do farol, com o Monte Mestre Álvaro ao fundo

O farol é composto por uma torre branca de ferro fundido em forma octogonal, com nove metros quadrados na base e quatorze metros de altura, assentada sobre uma fundação de alvenaria, construída de blocos de pedra sobre o leito da rocha. Em seu interior, uma escada-caracol dá acesso a sua parte superior, dotada de uma cabine de vidro que abriga sua lâmpada e o mecanismo rotativo, e uma pequena plataforma. Sobre sua cúpula, encontram-se um para-raios e um indicador dos pontos cardeais.
Seu alcance luminoso se estende a até trinta e quatro milhas náuticas, ou cerca de sessenta e dois quilômetros, enquanto o geográfico é de doze milhas náuticas, ou cerca de vinte e dois quilômetros. Sua luz está em uma altitude de vinte e nove metros acima do nível do mar, é branca e de lampejo simples, divididos em períodos de doze segundos com quatro lampejos curtos e é produzida por uma lâmpada elétrica de trezentos Watts. A lente é de modelo Fresnel de quarta ordem, com quinhentos milímetros de diâmetro e quatro focos, fabricada pela companhia francesa Barbier, Benard, et Turenne.

## Turismo
O farol de Santa Luzia está dentre as principais atrações turísticas do município de Vila Velha. Foi aberto a visitação pública em 19 de novembro de 2016, após realizadas as obras de adequação e reforma do monumento tombado, fruto de uma parceria entre o poder executivo do município e a Capitania dos Portos realizada no ano de 2013.
Além de poder visitar o farol e apreciar a paisagem costeira dos municípios de Vila Velha, Vitória e Serra, a área do farol conta com exposição permanente de nós, mirantes com lunetas, uma sala de memória com alguns objetos e parte da história do farol, além de um centro de informações turísticas com exposição do artesanato local.
Por ser uma área de segurança, as atividades permitidas são restritas a visitação e contemplação da área externa ao farol. As visitas são realizadas de terça-feira a domingo, entre 9 horas e 16 horas e 30 minutos. É possível contar com a orientação de militares, servidores e estagiários que recebem os visitantes. A entrada é gratuita, dura cerca de vinte e cinco minutos e está condicionada a quantidade máxima de pessoas aceitas no local.